# Branding (film 1929)
Branding (Les Brisants o Breakers) è un cortometraggio del 1929 diretto da Joris Ivens.

## Trama
Uno dei rari film di finzione di Joris Ivens: narra la storia di un marinaio innamorato di una ragazza che vive a Katwijk.
Disoccupato, è talmente privo di mezzi che è costretto a impegnare l'orologio, l'anello di fidanzamento e persino le scarpe. Sarà abbandonato dalla ragazza che gli preferisce l'usuraio. Anche se nel frattempo trova un misero lavoro, rinuncia a vendicarsi del suo rivale e decide di imbarcarsi e andarsene via.

## Soggetto
Il film prende spunto dall'omonimo romanzo dello scrittore olandese Jef Last (1898-1972) che nel film è anche, insieme ad Ivens, sceneggiatore e attore.

## Riprese
Il regista fece recitare attori non professionisti e ottenne la collaborazione dei residenti nei luoghi dove avvennero le riprese
Katwijk. Il paese con le sue vecchie case, le sue strade e la sua gente, le dune e il mare sferzato dal vento è protagonista a sua volta.  "Era un film-documentario, nel senso che un documentario riflette una certa realtà". La lavorazione si svolse nell'estate del 1928 e durò circa 6 settimane.

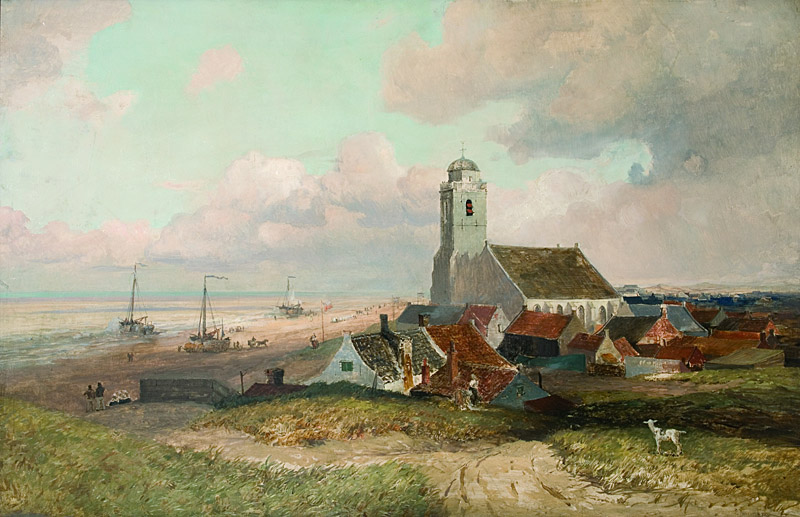
Come era Katwijk in un dipinto di Emil Neumann, 1884

## Ricordi di Ivens
Katwijk, un marinaio disoccupato e ridotto, per vivere, ad impegnare presso un usuraio alcuni oggetti fra i quali l'anello della sua fidanzata...A Katwijk, mi sono molto interessato alle onde marine che vanno a frangersi sulla costa. Come fotografarle? Come filmarle per dar loro un'intensità diversa da quella che l'occhio registra quando guarda dalla spiaggia? I frangenti sono immense ondate che si fanno e si disfano precipitando violentemente sulla battigia... Assai presto mi resi conto che il sentimento dominante suscitato da questo movimento continuo, era una forte attrazione. Io dovevo alzarmi, camminare verso le onde, penetrare e fondermi nel loro elemento. Attorno alla mia cinepresa a mano, misi un sacco impermeabile in caucciù con una finestra in vetro davanti all'obiettivo, e, con questa apparecchiatura rudimentale entrai in mare...»
(Da Joris Ivens ou la Mémoire d'un Regard)

## Citazioni
Alcune scene del film appaiono nell'ultimo lavoro di Ivens Io e il vento: il regista regala la bobina a un artigiano cinese che gli ha forgiato la maschera del  vento e donandogliela gli ricorda che questo è stato il suo primo film d'amore.